# Henrardia pubescens
Henrardia pubescens là một loài thực vật có hoa trong họ Hòa thảo. Loài này được (Bertol.) C.E.Hubb. mô tả khoa học đầu tiên năm 1946.